# NGC 5451
NGC 5451 este o galaxie situată în constelația Ursa Mare. A fost descoperită în 27 aprilie 1851 de către William Parsons, 3rd Earl of Rosse⁠(d).